# Bravo (Brv) 2002 (álbum de Bravo)
Brv es el nombre del sexto álbum de estudio del grupo Bravo(1989). Esta placa fue grabada en Estudios Del Zoológico a cargo de Augusto Mihlarcic, contiene dos covers de grandes artistas argentinos, "Menta y limón" de Roque Narvaja, y "La calle es su lugar" de la agrupación G.I.T(1984). En aquel momento "Cae" Elías, estaba de regreso en la Argentina, luego de promocionar sus discos solistas en España. "Cae" intentaría reunir la formación original de Bravo, pero solo continuarían su hermano Ariel Elías y "Eve" Monroe. Ingresaría Leonardo García (alias "Leo Vito") en guitarra y coros, en reemplazando de Ely De Ross, ya que este se encontraba en México trabajando como músico y productor.

## Lista de canciones
| Brv   |                                               |                                                   |          |  |
| N.º   | Título                                        | Escritor(es)                                      | Duración |  |
| 1.    | «Dame amor»                                   | Carlos Alfredo Elías                              | 3:38     |  |
| 2.    | «Fiesta»                                      | Carlos Alfredo Elías, Leonardo García ("LeoVito") | 3:41     |  |
| 3.    | «Amarte»                                      | Carlos Alfredo Elías                              | 3:33     |  |
| 4.    | «La calle es su lugar»                        | Pablo Guyot                                       | 3:27     |  |
| 5.    | «Casi una mujer»                              | Carlos Alfredo Elías, Leonardo García ("LeoVito") | 4:11     |  |
| 6.    | «Menta y limón»                               | Roque Narvaja                                     | 3:27     |  |
| 7.    | «Cuestión de intimidad»                       | Carlos Alfredo Elías                              | 4:32     |  |
| 8.    | «No ven (Camaleón)»                           | Carlos Alfredo Elías                              | 3:39     |  |
| 9.    | «Donde voy, donde vas»                        | Carlos Alfredo Elías, Leonardo García ("LeoVito") | 3:14     |  |
| 10.   | «Te reirás de lo que hago cuando nadie me ve» | Carlos Alfredo Elías, Leonardo García ("LeoVito") | 3:14     |  |
| 11.   | «Forever (Amarte)»                            | Carlos Alfredo Elías, Leonardo García ("LeoVito") | 3:28     |  |
| 12.   | «Dame amor (remix)»                           | Carlos Alfredo Elías, Leonardo García ("LeoVito") | 4:16     |  |
| 13.   | «Te recuerdo (versión 2002)»                  | Carlos Alfredo Elías, Leonardo García ("LeoVito") | 4:03     |  |
| 48:27 |                                               |                                                   |          |  |

## Sencillos
- 1996 - "Dame Amor"
- 1996 - "Menta y Limon"
- 1996 - "Casi Una Mujer"